# Det Kongelige Teaters elevskole
Elevskolen ved Det Kongelige Teater var nok det mest betydningsfulde uddannelsested for danske skuespillere igennem tiden.
Elevskolen er i dag nedlagt og uddannelsen foregår nu fra Statens Scenekunstskole.
| Kunst og kultur | Spire Denne artikel om scenekunst og teater er en spire som bør udbygges. Du er velkommen til at hjælpe Wikipedia ved at udvide den. |

|  | Denne artikel kan blive bedre, hvis der indsættes geografiske koordinater Denne artikel omhandler et emne, som har en geografisk lokation. Du kan hjælpe ved at indsætte koordinater i wikidata. |